# Phaeodactylium alpiniae
Phaeodactylium alpiniae är en svampart som först beskrevs av Sawada, och fick sitt nu gällande namn av M.B. Ellis 1971. Phaeodactylium alpiniae ingår i släktet Phaeodactylium, divisionen sporsäcksvampar och riket svampar.   Inga underarter finns listade i Catalogue of Life.